# 鶴岡市立藤島中学校
鶴岡市立藤島中学校（つるおかしりつ ふじしまちゅうがっこう）は、山形県鶴岡市藤島にある公立中学校。通称は藤中（ふじちゅう）。

## 概要
藤島地域の中心部にある中学校である。付近には藤島小学校や藤島地区地域活動センター、藤島体育館などの公共施設が密集している。藤島地域の全域を学区とする。
生徒数は男子106名、女子107名で合計213名。学級は1・2年生が2学級編成、3年生は3学級編成で、ほかに特別支援学級（けやき学級）を2学級設置する。校長は沓澤誠。
校歌は1967年に作成された。作詞は扇畑忠雄、作曲は熊田為宏。歌は3番から成り、各番の前半は地域の風土についての内容となっている。鳥海山や藤島川などの語も登場する。

## 学校教育目標
学校教育目標は「自律 尊重 創造」で、中学校の全校生徒がより良い中学校を作ることを意味している。教育精神は「高志(こうし)」、「啐啄同機(そったくどうき)」である。

## 行事
行事は体育祭、合唱祭の他にも1年生の庄内農業高等学校で農業体験を行う農業体験学習や、2年生の職業体験であるWAK WAK work、3年生の修学旅行などがある。

## 進学前小学校
「鶴岡市立小学校及び中学校通学区域に関する規則」では、鶴岡市立藤島小学校、鶴岡市立渡前小学校、鶴岡市立東栄小学校の児童が進学する。かつては鶴岡市立長沼小学校も対象であったが、2018年に閉校した。

## 著名な出身者
- 弁納才一 - 経済史学者